# Sông Đăk R'me
Sông Đăk R'me, còn viết là Đắk R'me, Đắk R'Ké, là phụ lưu của Sông Đăk G'lun ở thượng nguồn Sông Bé. Sông Đăk R'me chảy qua các tỉnh Bình Phước, Đắk Nông .
Sông có chiều dài 50 km và diện tích lưu vực là 272 km² .

## Chỉ dẫn
1. ↑  Trong tiếng các dân tộc thuộc nhóm ngôn ngữ Môn-Khmer ở Tây Nguyên và trong tiếng Việt cổ (trước thế kỷ 16, xem Chữ Nôm) thì "đăk" có nghĩa là nước, sông, suối, còn "krông" có nghĩa là sông.